# Con il sole nelle mani
Con il sole nelle mani è il decimo album di Mietta, pubblicato il 29 febbraio 2008 da Sony BMG.

## Descrizione
Si tratta di un disco pop-rock il cui filo conduttore è l'amore visto da diverse angolazioni e nella prospettiva di differenti stati d'animo, quali la malinconia, la rabbia, la passionalità, l'annullamento, la ricerca di sé e dell'altro.
Comprende sette brani inediti, tra cui il brano sanremese Baciami adesso, oltre che due bonus tracks tratte dal precedente album: Resta qui di Neffa e Senza di te di Simone Cristicchi.
Gli inediti portano la firma di autori emergenti come Niccolò Agliardi, Daniele Ronda, Jerico, Ania Cecilia, Saverio Grandi ed Eric Buffat e si avvalgono, tra gli altri, anche dei testi di Pasquale Panella e Antonello de Sanctis.
Tra i brani una nostalgica ed intensa Parole fatte a pezzi, una rockeggiante Quanto ci vorrà e Direzioni opposte, secondo singolo estratto.
Con il sole nelle mani è un album i cui musicisti sono: Luca Rustici (chitarra), Gaetano Diodato (basso), Giancarlo Ippolito (batteria), Massimiliano Russomanno (tastiera) nonché, per il singolo Baciami adesso, i musicisti Gabriele Fersini (chitarra), Alfredo Golino (batteria), Cesare Chiodo (basso), Pino Di Pietro (pianoforte, tastiera).
Gli arrangiamenti sono stati curati da Luca Rustici, produttore del disco.
Nel video-clip di Baciami adesso, girato a Parigi da Gaetano Morbioli, è protagonista un lungo bacio tra Mietta e Vittorio De Franceschi, ex "naufrago" de L'isola dei famosi 2007.

## Tracce
1. Baciami adesso - 3:30 (Pasquale Panella-Daniele Ronda)
2. Con il sole nelle mani - 3:30 (Antonello de Sanctis-Daniele Ronda)
3. Parole fatte a pezzi - 3:37 (Emiliano Cecere-Marco Ciappelli)
4. Direzioni opposte - 3:34 (Cesare Chiodo-Eric Buffat-Emiliano Cecere-Mietta)
5. Le parole che non esistono - 3:51 (L.Bianchi-Niccolò Agliardi)
6. Quanto ci vorrà - 3:40 (Ania Cecilia-Luca Rustici-Philippe Leon)
7. Guardami - 3:28 (Antonello de Sanctis-Daniele Ronda)
8. Resta qui - 3:56 (bonus track) (Fabio Valdamerin-Neffa)
9. Senza di te - 3:32 (bonus track) (Davide Pettirossi-Simone Cristicchi)

## Formazione
- Mietta – voce
- Gaetano Diodato – basso
- Silvio Piccioni – chitarra
- Pino Di Pietro – tastiera, pianoforte
- Giancarlo Ippolito – batteria
- Massimo Russomanno – tastiera
- Luca Rustici – chitarra
- Gabriele Fersini – chitarra
- Cesare Chiodo – basso
- Alfredo Golino – batteria

## Classifiche
| Classifica | Posizione |
| ---------- | --------- |
| Italia     | 33        |